# Le Bout de la route (film)
Pour plus de détails, voir Fiche technique et Distribution.
Le Bout de la route est un film français réalisé par Émile Couzinet, sorti en 1949.

## Synopsis
Apparemment sans but et triste, Jean marche jusqu'à la montagne. Est-il arrivé au bout de la route ? Il demande son embauche dans une ferme mais il reste sombre et semble ne pas remarquer les avances des femmes qui le croisent et tombent sous son charme car il a une certaine prestance qui, alliée à son caractère ténébreux et mélancolique, le rend irrésistible.
La fille du fermier, Mina, en oublie son fiancé, le berger Albert, et succombe à son tour. Mais Jean veut rester fidèle au souvenir de sa femme séparée de lui par un accident qu'il a provoqué involontairement. II reprend alors son errance.

## Fiche technique
- Titre : Le Bout de la route
- Réalisation : Émile Couzinet
- Scénario : Émile Couzinet et Jean Giono, d'après sa pièce
- Dialogues : Émile Couzinet et Robert Eyquem[1]
- Photographie : Victor Arménise
- Son : Julien Coutellier
- Décors : René Renneteau
- Montage : André Sarthou
- Musique : Vincent Scotto
- Production : Burgus Films
- Tournage : du 15 août au 21 octobre 1948
- Pays :  France
- Genre : Drame
- Durée : 85 minutes
- Date de sortie : 
  - France : 7 décembre 1949

## Distribution
- José Luccioni : Jean
- Mona Dol :  Rosine
- France Descaut : Nina
- Louise Fouquet : Anita
- Georges Galley : Albert
- Marie Kalff  : La grand-mère
- Eugène Frouhins : Arsèné
- Micheline Labourot : Mariette
- Guy Poni : Barnabé